# Litewska wojna domowa (1381–1384)
Litewska wojna domowa 1381–1384 – pierwszy konflikt w walce o władzę nad Litwą pomiędzy kuzynami: Jagiełłą, wówczas wielkim księciem Litwy i przyszłym królem Polski a Witoldem. Konflikt rozpoczął się po tym, jak Jagiełło podpisał z Krzyżakami traktat w Dawidyszkach, który skierowany był przeciwko jego stryjowi Kiejstutowi, ojcu Witolda. Kiejstut na krótko objął władzę nad Wielkim Księstwem, ale został zdradzony przez zwolenników Jagiełły, przede wszystkim z Wilna. Podczas negocjacji o rozejmie Kiejstut i Witold zostali aresztowani i odtransportowani do zamku w Krewie. Kiejstut zmarł tydzień później w niejasnych okolicznościach, natomiast Witold zdołał zbiec i następnie zawarł sojusz z Krzyżakami. W konsekwencji ich połączone siły najechały ziemie litewskie.
Ostatecznie kuzyni pojednali się, ponieważ Jagiełło potrzebował wewnętrznej stabilizacji w przewidywaniu negocjacji z Wielkim Księstwem Moskiewskim i z Królestwem Polskim, dotyczących możliwej chrystianizacji Litwy. Wojna nie zakończyła zmagań o władzę. Były one kontynuowane podczas kolejnej litewskiej wojny domowej w latach 1389-1392, która została zakończona ugodą w Ostrowie.
Po ponad 10 latach zmagań, Witold ostatecznie został z nadania Jagiełły wielkim księciem Litwy i rządził krajem przez 38 lat.

## Tło konfliktu
Bracia Olgierd i Kiejstut pokojowo współrządzili Wielkim Księstwem Litewskim. Olgierd, który był wielkim księciem, przez większość czasu zajmował się sprawami wschodnich prowincji Wielkiego Księstwa, zamieszkanych w większości przez Słowian, wyznawców prawosławia. Kiejstut w imieniu Olgierda zajmował się sprawami zachodniej części Wielkiego Księstwa, wliczając w to obronę przed zakonem krzyżackim. Olgierd zmarł w 1377 roku i pozostawił tron Jagielle, swemu synowi z drugiego małżeństwa z Julianną Twerską. Kiejstut i Witold kontynuowali współpracę z Jagiełłą nawet wtedy, gdy jego prawa do dziedzictwa zostały zakwestionowane przez Andrzeja Olgierdowicza, księcia Połockiego i Pskowskiego, syna Olgierda z jego pierwszego małżeństwa z Anną.
Krzyżacy kontynuowali swoją krucjatę przeciwko pogańskiej Litwie. Wielka kampania została zorganizowana zimą 1378 roku. Krzyżacy doszli do Brześcia, aż do rzeki Prypeć. Inflancka gałąź zakonu krzyżackiego najechała Upitę. Inna kampania zagroziła stolicy w Wilnie. W 1379 roku brat Jagiełły, Skirgiełło, został wysłany do Krzyżaków, by omówić sytuację, możliwe sposoby konwersji na chrześcijaństwo i zakończenie pomocy dla Andrzeja Olgierdowicza ze strony krzyżaków z Inflant, ale szczegóły jego wyprawy nie są znane. Były pogłoski, że Skirgiełło odwiedził również cesarza. Kiejstut zaproponował rozejm i wymianę jeńców. 29 września 1379 roku 10-letni rozejm został podpisany w Trokach. Był to ostatni traktat, który Kiejstut i Jagiełło razem podpisali. Jednakże rozejm ochraniał jedynie chrześcijańskie ziemie na południu, tak więc domeny Kiejstuta w północnej i zachodniej Litwie ciągle były narażone na ataki Krzyżaków.

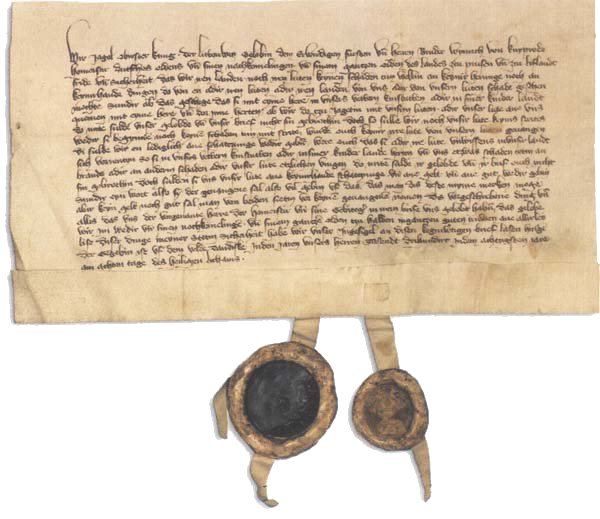
Traktat w Dawidyszkach

W lutym 1380 roku Jagiełło, bez Kiejstuta, zawarł 5-miesięczny rozejm z krzyżakami gałęzi inflanckiej, by ochronić swoje domeny w Połocku. 31 maja 1380 roku Jagiełło i wielki mistrz zakonu krzyżackiego Winrych von Kniprode podpisali tajny traktat w Dawidyszkach. Klauzule traktatu były zawiłe i nie do końca jednoznaczne. Na podstawie warunków porozumienia, Jagiełło zobowiązał się nie interweniować podczas ataków Zakonu przeciwko Kiejstutowi lub jego dzieciom. Jednakże, jeśli pomoc Kiejstutowi byłaby konieczna, by uniknąć jakichkolwiek podejrzeń, nie byłoby to pogwałceniem warunków traktatu. Budzi to kontrowersje, ponieważ motywy kryjące się za traktatem nie są całkiem jasne. Niektórzy historycy obwiniali Juliannę, matkę Jagiełły, albo jego doradcę Vaidila, inni podkreślali różnice generacyjne: Kiejstut miał wówczas około 80 lat i był zdecydowany nie akceptować chrześcijaństwa, podczas gdy Jagiełło miał około 30 lat i szukał sposobów konwersji i zmodernizowania kraju. Jeszcze inni sugerowali, że traktat pierwotnie skierowany był przeciwko Andrzejowi Olgierdowiczowi i jego stronnikom – jego bratu Dymitrowi Starszemu i Dymitrowi Dońskiemu, wielkiemu księciu moskiewskiemu. Jagiełło, zabezpieczywszy swój zachodni front, zawarł sojusz ze Złotą Ordą przeciwko Wielkiemu Księstwu Moskiewskiemu przed nadchodzącą bitwą na Kulikowym Polu.

## Wojna domowa

### Zamach Kiejstuta

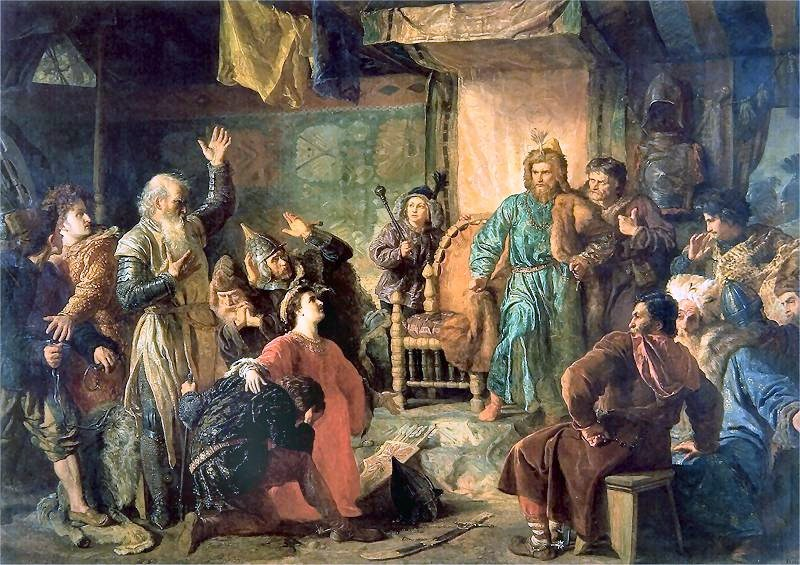
Wojciech Gerson, Kiejstut i Witold więźniami Jagiełły

Nie naruszając traktatu, Krzyżacy dwukrotnie najechali Księstwo Trockie i Żmudź. Podczas najazdu Trok Krzyżacy po raz pierwszy użyli bombard i zniszczyli Naujapilis, biorąc ok. 3000 jeńców. W sierpniu 1380 roku komtur Ostródy, ojciec chrzestny Danuty Anny Litewskiej, poinformował Kiejstuta o tajnym traktacie. Konflikt stał się nieunikniony. W sierpniu 1381 roku Kiejstut wykorzystał rebelię w Połocku przeciw Skirgielle. Jagiełło nadal był nieobecny, przez co nie mógł stłumić rebelii. Jego nieobecność stworzyła dogodną szansę, by opanować Wilno, stolicę Wielkiego Księstwa. Kiejstut przyjął tytuł wielkiego księcia, podczas gdy Jagiełło został uwięziony w chwili powrotu do Wilna. Vaidila został stracony. Jagiełło zadeklarował swą lojalność wobec Kiejstuta, dzięki czemu został uwolniony. Otrzymał swoją ojcowiznę, Krewo i Witebsk. Kiejstut wznowił wojnę z zakonem krzyżackim – jego armia najechała Warmię i podjął próbę opanowania Georgenburga (Jurborka).
12 czerwca 1382 roku, kiedy Kiejstut rozpoczął wyprawę zbroją przeciwko Dymitrowi Korybutowi z Nowogrodu Siewierskiego, a Witold udał się do Trok, mieszkańcy Wilna pod przywództwem kupca Hanula wpuścili armię Jagiełły do miasta. Kupcy byli niezadowoleni z polityki Kiejstuta, ponieważ szkodziła gospodarce, w szczególności handlowi z Liwonią. Witold próbował zorganizować opór w Trokach, ale Jagiełło ponownie opanował tron. 6 czerwca podpisał 2-miesięczny rozejm z Krzyżakami i zagarnął Troki. W tym czasie Kiejstut zebrał swych stronników na Żmudzi, jego syn Witold szukał wojska w Grodnie, a jego brat Lubart rekrutował rycerzy w księstwie halicko-wołyńskim. W sierpniu 1382 roku armie Kiejstuta i Jagiełły spotkały się pod Trokami na decydującą bitwę, ale ta nigdy nie nastąpiła. Według źródeł krzyżackich, Kiejstut zauważył, że Jagiełło wsparty przez Krzyżaków, miał przewyższające siły, podczas gdy jego Żmudzini nie byli chętni do walki. Obie strony zgodziły się na negocjacje. Kiejstut i Witold przybyli do obozu Jagiełły, ale zostali aresztowani i wysłani do zamku w Krewie. Ich armia została rozwiązana. 15 sierpnia, pięć dni po uwięzieniu, Kiejstut został znaleziony martwy przez Skirgiełłę. Zgodnie z wersją Jagiełły było to samobójstwo, była ona jednak powszechnie kwestionowana. Jagiełło zorganizował w Wilnie wielki pogański pogrzeb Kiejstutowi: jego ciało zostało spalone z końmi, bronią i innymi skarbami.

### Ucieczka Witolda
Witold pozostał w więzieniu do jesieni 1382 roku. Udało mu się uciec z pomocą swej żony Anny, która otrzymała pozwolenie odwiedzenia swego męża. Według różnych źródeł, Witold zamienił się ubraniem z żoną lub jedną z jej służących i wyślizgnął się niezauważony.
Najpierw poszukał pomocy u swej siostry Danuty i jej męża, księcia Janusza warszawskiego, następnie zwrócił się do Ziemowita IV, księcia mazowieckiego. Ostatecznie przybył do swych wrogów, Krzyżaków, prosząc o ochronę i wsparcie wojskowe przeciw Jagielle. Według Wiganda z Marburga, Biruta matka Witolda została utopiona w Brześciu, zapewne w odpowiedzi na jego ucieczkę. Dwóch jej krewnych, Vidimantas i Butrimas, również zostali zamordowani.
Krzyżący przyjęli Witolda bez entuzjazmu. W tym czasie Jagiełło negocjował z zakonem krzyżackim. 31 października 1382 roku sformułowali traktat w Dubisie w trzech oddzielnych aktach. Była to nagroda za całą pomoc, jakiej udzielili Jagielle w pokonaniu Andrzeja Olgierdowicza i Kiejstuta. Jagiełło przyrzekł przyjąć chrześcijaństwo w ciągu 4 lat, zostać sojusznikiem Zakonu i nie zaczynać żadnej wojny bez zgody Zakonu oraz scedować Zakonowi Żmudź, która ciągle popierała Witolda, aż do rzeki Dubissy.
Jednakże ratyfikacja traktatu była ciągle odkładana. Jednym z powodów ochłodzenia stosunków była wojna, jaką Jagiełło wszczął na Mazowszu bez skonsultowania się z Krzyżakami. Innym wyjaśnieniem było to, że Jagiełło myślał już wtedy o sojuszu bądź z Moskwą lub z Polską. Ostatecznie w czerwcu 1383 roku zaplanowane spotkanie Jagiełły z wielkim mistrzem nie doszło do skutku z powodu formalnego pretekstu i wojna rozgorzała na nowo.

### Pojednanie
Na początku września Krzyżacy i Witold przejęli na krótko kontrolę na Trokami i bez sukcesu zaatakowali Wilno. 21 października 1383 roku w Tapiawie (ob. Gwardiejsk) w skromnej ceremonii Witold został ochrzczony w wierze katolickiej, otrzymując imię Wiganda (lit.:Wigandas) po swym ojcu chrzestnym Wigandzie, komturze Ragnety. Witold otrzymał Nowy Marienburg, zamek na rzece Niemen, niedaleko ujścia Dubissy, gdzie połączył się ze swoją rodziną i zwolennikami, wygnanymi ze swoich dóbr przez Jagiełłę. Dotyczyło to również jego brata Towciwiłła. Witold spróbował również uzyskać poparcie ze strony Żmudzinów. 30 stycznia 1384 roku Witold podpisał traktat w Królewcu, w którym przyrzekł zostać wasalem Zakonu i scedować część Żmudzi na rzecz zakonu krzyżackiego, aż do rzeki Niewiaża, wliczając Kowno. W maju 1384 roku Krzyżacy zaczęli budować nową fortecę w Kownie, nazwaną Neue Marienwerder. 14 czerwca 1384 roku Witold odnowił przyrzeczenia, dane w styczniu w Królewcu, w tymże nowo zbudowanym zamku.
W międzyczasie Jagiełło, prawdopodobnie pod wpływem swej prawosławnej matki Julianny Twerskiej zawarł sojusz z Wielkim Księstwem Moskiewskim. Robił przygotowania do poślubienia Zofii, córki Dymitra Dońskiego i ochrzczenia się w wierze prawosławnej.
By zrealizować ten plan musiał pogodzić się z Witoldem i zakończyć wojnę domową. Wiosną 1384 roku Jagiełło zaoferował mu Wołyń i Łuck, ale Witold odmówił żądając zwrotu ojcowizny, która obejmowała Troki, rządzone przez Skirgiełłę. Wówczas Jagiełło obiecał zwrócić Troki, jak tylko Skirgiełło osiądzie w Połocku. W lipcu Witold zgodził się i zdecydował się porzucić Krzyżaków. Następnie spalił dwa krzyżackie zamki na Niemnie (Nowy Marienburg, Georgenburg). Nowy Marienburg był oblegany przez 6 tygodni przez połączone siły Jagiełły i Witolda, zanim upadł.

## Następstwa
Witold powrócił na Litwę bez wyraźnego porozumienia z Jagiełłą. Otrzymał Grodno, Brześć, Podlasie, Wołkowysk. By otrzymać Wołyń po śmierci swego stryja Lubarta, Witold został ochrzczony w wierze prawosławnej.
Skirgiełło nadal władał Trokami. Witold przyrzekł lojalność wobec Jagiełły i został jednym z wielu regionalnych książąt. Jagiełło rozważał inne propozycje chrztu. Już odrzucił traktat w Dubissie z zakonem krzyżackim. Negocjował z Księstwem Moskiewskim, ale to był niebezpieczny sojusznik i prawosławie nie uchroniłoby Litwy od ataków zakonu krzyżackiego. Moskwianie stracili nieco ze swoich wpływów po oblężeniu Moskwy w 1382 r. przez Mongołów. Trzecia opcja została przedstawiona przez Polskę: szukano tam odpowiedniego narzeczonego dla Jadwigi Andegaweńskiej i odpowiedniego kandydata na tron króla Polski. W sierpniu 1385 roku Jagiełło podpisał unię w Krewie, przyrzekając chrzest Litwy, poślubienie Jadwigi i ustanowienie unii personalnej pomiędzy Litwą i Polską. W 1386 roku został ochrzczony i koronowany na króla Polski. Skiergiełlo został ustanowiony jego regentem na Litwie. Wykorzystując nieobecność Jagiełły, Andrzej Olgierdowicz ponowił swoją walkę o tron Litwy. Podczas tego konfliktu Witold pozostał lojalny i pomógł Jagielle i Skirgielle pokonać Andrzeja Olgierdowicza.
28 kwietnia 1387 roku, po pokonaniu Andrzeja, Skirgiełło otrzymał Połock i Troki – w ten sposób złamane zostało przyrzeczenie dane Witoldowi, że ten otrzyma Troki kiedy Skirgiełło przejmie Połock.
Próbując ułagodzić swego kuzyna, Jagiełło dał mu Łuck (ale pozostawił polskiego dowódcę zamku) i Włodzimierz. To jednak nie pomogło i stosunki między kuzynami popsuły się. W tym samym czasie wśród Litwinów narastało niezadowolenie z rządów Skirgiełły, którzy opierali się widocznie wzrastającym wpływom Polaków w państwie. Pragnęli oni utrzymać litewską odrębność prawną i zastrzec stanowiska dla Litwinów. Zdradzeni Krzyżacy ciągle domagali się Żmudzi i kontynuowali działania wojenne. Wszystkie te okoliczności pozwoliły Witoldowi odnowić walkę o władzę. Uciekł do Krzyżaków po raz drugi i przedsięwziął kolejną wojnę domową. Zakończyła się ona ugodą w Ostrowie w 1392 roku. Witold potwierdził wierność lenniczą wobec Jagiełły i otrzymał szeroką autonomię na Litwie. W ten sposób został wielkim księciem litewskim i rozpoczął swe 38-letnie rządy.